# 도덕적 용기
도덕적 용기 (道德的勇氣)는 불리한 결과의 위험에도 불구하고 도덕적 이유로 행동하는 용기이다.
그 결과에 의심이나 두려움이 있을 때 행동을 취하려면 용기가 필요하다. 그러므로 도덕적 용기에는 숙고나 신중한 생각이 필요하다. 반사 작용이나 독단적 광신주의는 도덕적 추론에 근거하지 않기 때문에, 이러한 충동적인 행동은 도덕적 용기와 관련이 없다.
결과가 처벌이나 다른 신체적 위험에 처할 때 도덕적 용기에는 신체적 용기가 필요할 수 있다.
도덕적 용기는 모범적인 모더니즘 형태의 용기로 여겨져 왔다.

## 참고 도서
- Sir Compton Mackenzie (1962), 《On moral courage》, Collins
- Matthew Pianalto (2012), “Moral Courage and Facing Others”, 《International Journal of Philosophical Studies》 20 (20(2), pp. 165–84): 165–184, CiteSeerX 10.1.1.1017.3905, doi:10.1080/09672559.2012.668308